# Гончаров Дмитро Георгійович
Дмитро Георгійович Гончаров (нар. 1906, село Большой Пизмас Нікольського повіту Вологодської губернії, тепер Вологодської області, Російська Федерація — 1979, місто Ленінград, тепер Санкт-Петербург, Російська Федерація) — радянський партійний діяч, 1-й секретар Орджонікідзевського (Ставропольського) крайкому ВКП(б). Депутат Верховної Ради СРСР 1-го скликання.

## Біографія
Народився в родині наймички, ріс без батька. У травні 1914 — листопаді 1922 року — наймит в селах Нікольського повіту Вологодської губернії. З 1918 по 1921 рік виховувався у дитячому будинку. У 1920 році вступив до комсомолу. У 1922 році закінчив школу радянського і партійного будівництва.
У листопаді 1922 — серпні 1924 року — завідувач хати-читальні, секретар волосного комітету комсомолу в селах Рослятинська і Носковська Нікольського повіту Північно-Двинської губернії.
У серпні 1924 — вересні 1927 року — студент робітничого факультету Ленінградського державного університету.
Член ВКП(б) з листопада 1926 року.
У вересні 1927 — жовтні 1929 року — студент Ленінградського державного університету, закінчив два курси. У жовтні 1929 — грудні 1930 року — штатний практикант Повноважного представництва ОДПУ Ленінградського військового округу і студент Ленінградського інституту радянського будівництва і права. Здобув спеціальність юриста.
У грудні 1930 — січні 1937 року — уповноважений, оперативний уповноважений 2-го відділення Секретно-політичного відділу, заступник секретаря парткому Повноважного представництва ОДПУ (НКВС) Ленінградського військового округу. У січні — червні 1937 року — секретар парткому УНКВС по місті Ленінграді.
У червні — серпні 1937 року — 1-й секретар Дзержинського районного комітету ВКП(б) міста Ленінграда.
1 вересня 1937 — 4 травня 1938 року — 2-й секретар Орджонікідзевського крайового комітету ВКП(б).
4 травня — 15 червня 1938 року — в.о. 1-го секретаря Орджонікідзевського крайового комітету ВКП(б). 15 червня 1938 — 21 лютого 1939 року — 1-й секретар Орджонікідзевського крайового комітету ВКП(б). Знятий з роботи (як такий, що «не справився») і відкликаний у розпорядження ЦК ВКП(б) у Москві, де був до квітня 1939 року.
У квітні 1939 — липні 1941 року — член Президії і завідувач організаційного відділу Ленінградської обласної промислової ради.
З липня 1941 року — в Червоній армії, учасник німецько-радянської війни. У липні 1941 — лютому 1942 року — начальник відділення 3-го особливого відділу Балтійського флоту. У лютому — липні 1942 року — заступник начальника особливого відділу НКВС 22-го укріпленого району Ленінградського фронту. У липні 1942 — лютому 1943 року — начальник особливого відділу НКВС 123-ї стрілецької дивізії Ленінградського фронту. У лютому — серпні 1943 року — начальник відділу контррозвідки СМЕРШ Приморської групи військ Ленінградського фронту. У серпні — 15 грудня 1943 року — начальник відділу контррозвідки СМЕРШ 55-ї армії Ленінградського фронту. 15 грудня 1943 — 15 березня 1944 року — начальник відділу контррозвідки СМЕРШ 67-ї армії Ленінградського фронту.
9 травня 1944 — липні 1945 року — помічник начальника УНКДБ Ленінградської області із господарської роботи.
10 серпня 1945 — 15 червня 1946 року — начальник 9-го відділу 2-го управління НКДБ-МДБ СРСР у Москві.
У вересні 1946 — серпні 1949 року — начальник відділу УМДБ Ленінградської області.
У серпні 1949 — 27 травня 1952 року — начальник 2-го відділу УМДБ Алтайського краю.
27 травня 1952 — 6 квітня 1954 року — начальник водного відділу МВС СРСР Верхньо-Волзького басейну в місті Горькому.6 квітня — 12 червня 1954 року — начальник відділу КДБ СРСР Верхньо-Волзького басейну в місті Горькому.
12 червня 1954 — лютому 1960 року — начальник відділу КДБ СРСР Ленінградського морського басейну в місті Ленінграді.
У березні 1960 — липні 1961 року — начальник 1-го відділу управління Балтійського морського пароплавства в Ленінграді.
У липні 1961 — лютому 1962 року — на пенсії в місті Ленінграді.
У квітні 1962 — серпні 1965 року — начальник 1-го відділу Ленінградської обласної Ради народного господарства (РНГ).
З серпня 1965 року — на пенсії в місті Ленінграді, де й помер у квітні 1979 року.

## Звання
- лейтенант державної безпеки (23.03.1936)
- батальйонний комісар (1941)
- підполковник державної безпеки (11.02.1943)
- полковник (26.05.1943)

## Нагороди
- два ордени Червоного Прапора (1943, 25.06.1954)
- два ордени Червоної Зірки (30.04.1946, 29.10.1948)
- два ордени Вітчизняної війни І ст. (1944, 1945)
- орден «Знак Пошани» (21.06.1957)
- десять медалей
- знак «Почесний співробітник держбезпеки» (23.12.1957)